# Селва ди Вал Гардена
Сѐлва ди Вал Гардѐна (на италиански: Selva di Val Gardena; на ладински: Sëlva, Селва, на немски: Wolkenstein in Gröden, Волкенщайн ин Грьоден) е малко градче и община в Северна Италия, автономна провинция Южен Тирол, автономен регион Трентино-Южен Тирол. Разположено е на 1563 m надморска височина. Населението на общината е 2642 души (към 2010 г.).

## Език
Официални общински езици са и италианският и немският. Най-голямата част от населението говори обаче на други романски език, ладинският.
| %     | Роден език      |
| 5,11  | Италиански език |
| 5,15  | Немски език     |
| 89,74 | Ладински език   |